# Elena Ene
Elena Ene (n. 10 august 1962) a fost un deputat român în legislatura 1990-1992, ales în județul Brăila pe listele partidului FSN.
Elena Ene a fost membru în grupurile parlamentare de prietenie cu Republica Franceză-Adunarea Națională, Republica Italiană, Republica Coreea, Republica Argentina și Ungaria. 